# Рыночный переулок (Киев)
Рыночный переулок — переулок в Шевченковском районе Киева (Украина), местность Арестантские огороды, Евбаз. Пролегает от Берестейского проспекта до тупика (фактически до Жилянской улицы).

## История
Изначально переулок проходил от Бибиковского бульвара (позже бульвар Тараса Шевченко, с 1985 часть проспекта Победы) до реки Лыбидь.
Переулок возник 1908 году, под названием Драгомировский (в честь киевского генерал-губернатора М. И. Драгомирова), в справочниках «Весь Киев» под названием Драгомировская улица впервые упомянута в 1912 году, а с 1928 года называется улица Боженко, в честь советского военного деятеля, революционера Василия Боженко. С 1931 года — улица Котовского, в честь советского военнослужащего, начдива Григория Котовского. Во время оккупации 1941—1943 годах называлась улица Конисская, в честь украинского писателя Александра Конисского, с 1944 года — переулок Котовского.
Название «Рыночный» переулок получил в 1963 году (так как он следовал к Новому рынку, расположенному вблизи р. Лыбедь).
Переулок был официально ликвидирован в 1978 году в связи с частичным изменением застройки и перепланировкой местности.
Между тем была ликвидирована и застроена только заключительная часть переулка, а часть между проспектом Победы и Жилянской улицей продолжает существовать до сих пор в виде сквозного проезда. В 2010-x годах переулок снова появился в официальных документах города и был включен в официальный справочник «Улицы Киева» и градостроительного кадастра.